# Dilemme
Dilemme è un singolo della cantante belga Lous and the Yakuza, pubblicato il 19 settembre 2019 come primo estratto dal primo album in studio Gore.
Il 2 aprile 2020 è stata pubblicata una versione remix del singolo che ha visto la partecipazione del rapper e produttore italiano Tha Supreme e della rapper e cantante italiana, sorella del produttore, Mara Sattei.

## Tracce
Download digitale
1. Dilemme – 3:05 (Marie-Pierra Kakoma, El Guincho, Ponko)

Download digitale – remix
1. Dilemme Remix (con Tha Supreme e Mara Sattei) – 3:51

## Classifiche

### Classifiche settimanali
| Classifica (2019) | Posizione massima |
| ----------------- | ----------------- |
| Belgio (Vallonia) | 57                |
| Italia            | 38                |

Remix
| Classifica (2020) | Posizione massima |
| ----------------- | ----------------- |
| Italia            | 3                 |

### Classifiche di fine anno
| Classifica (2020) | Posizione |
| ----------------- | --------- |
| Italia            | 86        |